# Tomaž Pavlin
Tomaž Pavlin, slovenski hokejist in zgodovinar, * 1961, Ljubljana.
Pavlin je bil dolgoletni hokejist Olimpije Kompas, s katero je osvojil naslov jugoslovanskega prvaka v sezonah 1982/83 in 1983/84, leta 1987 pa še naslov jugoslovanskega pokalnega zmagovalca. Za Olimpijo je igral do sezone 1990/91, za tem je krajši čas igral še za kluba HK Sportina Bled in HK Slavija.
Na Filozofski fakulteti v Ljubljani je diplomiral iz zgodovine in sociologije ter doktoriral iz zgodovine Sokolstva na Slovenskem pred 2. svetovno vojno; je docent na Fakulteti za šport v Ljubljani.